# Station Delle
Station Delle is een spoorwegstation in de Franse gemeente Delle; op de lijn Belfort - Delle, die over de grens met Zwitserland de lijn Boncourt - Delémont wordt. Nadat het station in 1995 werd gesloten is het in 2006 heropend, door de verlening van de Zwitserse van de lijn van de CFF van Boncourt tot Delle over het bestaande traject.